# Holiday Hills
Holiday Hills – wieś w Stanach Zjednoczonych, w stanie Illinois, w hrabstwie McHenry.